# Heterossocialidade
Em sociologia, a heterossocialidade descreve as relações sociais com pessoas do sexo/gênero oposto ou uma preferência por tais relações, muitas vezes excluindo relacionamentos de natureza romântica e sexual. O oposto da heterossocialidade é a homossocialidade.
A nível institucional, a difusão da heterossocialidade, sintetizada pela entrada das mulheres na vida/espaço público, está intimamente associada ao progresso da modernização.

## Terminologia
O termo heterossocial pode se referir a:
- um indivíduo que prefere fazer amizade ou socializar com o gênero/sexo oposto ou dissimilar ao seu, em oposição a homossocial (preferindo relações sociais do mesmo sexo/gênero) ou bissocial (desfrutando de relações sociais com ambos os sexos/gêneros);[3]
- uma relação social entre duas pessoas que são de sexos/gêneros diferentes, em oposição a homossocial (do mesmo sexo/gênero).

Se o termo pode ser aplicado a grupos de três ou mais pessoas, foi questionado. Um possível argumento é que tal grupo é homossocial se composto por pessoas de um mesmo sexo/gênero, e bissocial se composto por pessoas de ambos os sexos/gêneros, já que neste último caso cada membro estará interagindo com pessoas de ambos os sexos. Por outro lado, o Dicionário de Inglês Collins  define heterossocial como "relacionado a ou denotando relações sociais de sexo/gênero misturado", sem especificação se aplica-se a relações entre duas pessoas ou entre grupos maiores, sugerindo que o termo pode descrever interações sociais envolvendo pessoas de todos os sexos/gêneros em geral.

## Desenvolvimentos históricos
A difusão da heterossocialidade na vida contemporânea pode levar ao obscurecimento de sua construção social como um desenvolvimento tardio na história ocidental. Escrevendo sobre a sociedade primitiva, Freud considerou que havia "uma tendência inconfundível de manter os sexos separados. Mulheres moram com mulheres, homens com homens". Durkheim associou o totemismo sexual, unindo homens e mulheres em duas corporações totêmicas separadas, com essa divisão social dos sexos. Mesmo no século XX, as regras de etiqueta em algumas aldeias tradicionais determinavam que homens e mulheres não se cumprimentassem ao passarem em público.
A urbanização e a modernização viram uma erosão gradual das barreiras para a socialização homem/mulher, não sem guerras culturais significativas ao longo do caminho em cada nova arena particular. Assim, por exemplo, parte da hostilidade ao teatro elisabetano estava no fato de homens e mulheres se misturarem livremente em seu público; enquanto os salões de dança e cabarés ofereceram mais tarde novas áreas igualmente controversas para a interação heterossocial, como os parques de diversões.
No século XXI, o desafio apresentado às sociedades tradicionais pela forma como o discurso da modernidade incentiva a heterossocialidade em relação a uma homossocialidade mais antiga continua a ser uma questão viva.

## Impacto no feminismo
A abertura do século XX da esfera pública às mulheres—trabalho, política, cultura, educação—alimentou e foi alimentada pelo movimento feminista; mas o aumento da heterossocialidade que o acompanhou foi visto como uma faca de dois gumes por muitas feministas. Por um lado, serviu para minar os laços homossociais feministas mais antigos e os sistemas de apoio; por outro, dividiu o novo movimento feminista, pois os apelos ao feminismo separatista desafiaram a heterossocialidade, de maneiras que muitos consideraram inaceitáveis.
O pós-feminismo geralmente aceitou a heterossocialidade, junto com uma nova estratégia de integração de gênero, mas não sem reservas quanto aos aspectos exploradores da cultura raunch (por exemplo) dentro do novo regime de gênero público do século XXI.

## Adolescência
Adquirir competência heterossocial é uma tarefa fundamental do adolescente. Amizades com outro gênero, ainda mais do que romances, podem desempenhar um papel fundamental nesse processo.
Diferentes sociedades e diferentes subculturas impõem restrições variáveis aos papéis e oportunidades heterossociais do adolescente. A cultura adolescente americana, em particular, tem sido vista como promotora agressiva da heterossocialidade sobre a homossocialidade.

## Cultura
O avanço da cultura foi visto por Henry James como ligado à heterossocialidade. Da mesma forma, Kenneth Clark viu o florescimento da cultura francesa do século 18 como enraizado na heterossocialidade do salão.

## Conflitos artísticos
- A crítica pós-feminista de Buffy Summers como um modelo feminino poderoso tem se centrado na natureza heterossocial de seu universo particular de redes sociais.[22] Relacionamentos de sexo cruzado desempenham um papel predominante no mundo Buffy, excluindo leituras mais politizadas[23] do ponto de vista feminista.
- Virginia Woolf escreveu um ensaio inicial sobre os prazeres da heterossocialidade - de encontrar "muito a dizer um ao outro que nenhum dos dois diria a uma pessoa do mesmo sexo".[24] O grupo de Bloomsbury como um todo pode ser visto como uma construção heterossocial, formada em oposição aos mundos sexuais mais segregados do final do século XIX.[25]